# Solanum miragoanae
Solanum miragoanae är en potatisväxtart som beskrevs av Ignatz Urban. Solanum miragoanae ingår i släktet skattor som ingår i familjen potatisväxter. Inga underarter finns listade i Catalogue of Life.